# Marinisme

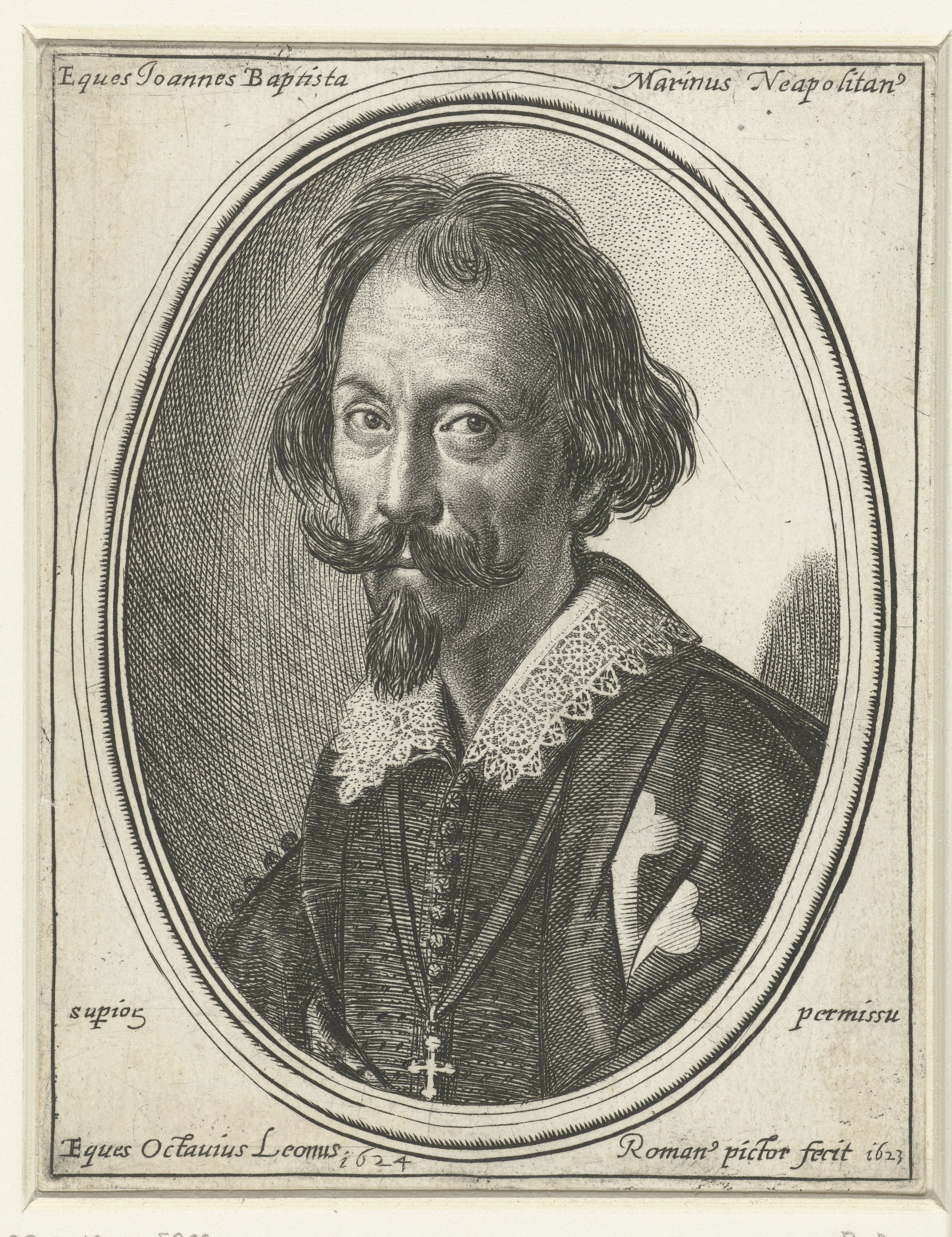
Giambattista Marino

El marinisme (italià: marinismo, o secentismo, "segle XVII") és el nom que es dona a un estil de poema i vers dramàtic adornat i enginyós, escrit en imitació de Giambattista Marino (1569–1625), seguint en particular les obres La Lira i L'Adone.
El crític James V. Mirollo, autor de la primera monografia en anglès sobre aquest tema en concret, distingeix els conceptes de la següent manera:
Marinismo va aparèixer per primera vegada al segle xix com una etiqueta per descriure els temes i les tècniques de Marino i els seus seguidors. Continua utilitzant-se com a sinònim de secentismo i concettismo, tot i que la primera té unes connotacions més pejoratives, així com un ventall cultural més ampli, mentre que la darrera abasta tota la pràctica europea relativa a l'estil enginyós. Marinista i Marinisti es remunten al seicento [segle XVII]: Stigliani [un detractor] es refereix, el 1627, als seguidors de Marino com i Marinisti (Occhiale, p.516). En altres llocs (Epist., II, p. 304) parla de la trama marinesca (la intriga marinesca).
La següent discussió està basada en l'anàlisi de Mirollo.